# Porte-Avions 2
Porte-Avions 2 (PA2) byla plánovaná letadlová loď s konvenčním pohonem francouzského námořnictva. Ve službě měla od roku 2015 doplnit letadlovou loď Charles de Gaulle (R91). Projekt byl v dubnu 2013 zrušen.

## Historie
Francouzská vláda objednala vývoj plavidla v lednu 2005 u konsorcia firem DCNS a Thales Naval France. Plavidlo mělo být vyvíjeno ve spolupráci s Velkou Británií na základě tamního projektu CVF. Francouzský prezident Nicolas Sarkozy však v roce 2008 spolupráci ukončil a Velká Británie projekt samostatně dokončila v podobě třídy Queen Elizabeth.

## Konstrukce
Plavidlo mělo mít koncepci CATOBAR – stroje startují pomocí katapultu a přistávají pomocí zádržných systémů. Ke startu letadel měly sloužit parní katapulty C13-2. Palubní letecké křídlo mělo tvořit až 40 strojů, včetně 32 bojových letounů Dassault Rafale, které by doplňovaly letouny včasné výstrahy Grumman E-2C Hawkeye a vrtulníky NHIndustries NH90. K vlastní obraně měly sloužit protiletadlové řízené střely Aster 15 vypouštěné z vertikálních vypouštěcích sil Sylver, protitorpédový systém SLAT a 20mm kanóny. Pohonný systém měly tvořit čtyři plynové turbíny LM2500+G4. Rychlost plavidla měla dosahovat 28 uzlů. Dosah měl být 10 000 námořních mil při rychlosti 15 uzlů.